# Pasirbaru (Cisolok)
Pasirbaru is een bestuurslaag in het regentschap Sukabumi van de provincie West-Java, Indonesië. Pasirbaru telt 6839 inwoners (volkstelling 2010).